# Hannibal (serial telewizyjny)
Hannibal – amerykański serial telewizyjny (thriller kryminalny) wyprodukowany przez telewizję NBC. Premiera serialu odbyła się 4 kwietnia 2013 roku. W Polsce serial miał swoją premierę 10 kwietnia 2013 roku na kanale AXN. Serial jest oparty na serii książek Thomasa Harrisa (szczególnie na Czerwonym smoku). Scenariusz opracował Bryan Fuller. Od 31 sierpnia 2014 emitowany jest w TV Puls.
Wcześniej NBC planowało finał pierwszego sezonu 27 czerwca 2013 roku, ale w odpowiedzi na prośbę Fullera po strzelaninie w szkole Newton i zamachu podczas maratonu w Bostonie stacja zdecydowała się na początku pominąć czwarty odcinek serialu i przejść od razu do piątego odcinka. Według zapewnień decyzja twórców nie ma wpływu na ciągłość fabuły, a finał pierwszego sezonu został wyemitowany tydzień wcześniej niż planowano, tj. 20 czerwca 2013. Ostatecznie jednak NBC zdecydowało się wyemitować ten odcinek w częściach jako odcinki internetowe tworzące most między trzecim a piątym odcinkiem serialu. Jednak AXN, które emituje serial poza Stanami Zjednoczonymi, pokazało rzeczony odcinek, który w Polsce można było obejrzeć 1 maja 2013.
30 maja 2013 roku NBC poinformowało o przedłużeniu serialu o drugi sezon, którego premiera miała miejsce 28 lutego 2014 roku.
5 lutego 2014 stacja AXN ogłosiła, że emisja 2 sezonu Hannibala w Polsce przewidziana jest od 2 kwietnia 2014 roku. Tak też się stało. Natomiast na AXN NOW można było go obejrzeć od 8 marca 2014 roku.
9 maja 2014 roku NBC poinformowało o przedłużeniu serialu o trzeci sezon.
22 czerwca 2015 roku, stacja NBC ogłosiła zakończenie produkcji Hannibala po 3 sezonie.

## Fabuła
Will Graham, agent specjalny FBI, wraca do pracy po załamaniu psychicznym. Okazuje się, że powrót do obowiązków nie jest wcale taki prosty. Przełożony Grahama, Jack Crawford, prosi o pomoc Hannibala Lectera, szanowanego i doświadczonego psychiatrę, w wyjaśnieniu sprawy dziwnych morderstw. Graham i Lecter nawiązują współpracę.

## Obsada

### Główne role
- Hugh Dancy jako agent specjalny Will Graham, specjalista z zakresu kryminalistyki, wyłapuje seryjnych morderców;
- Mads Mikkelsen jako doktor Hannibal Lecter, znany psychiatra sądowy, kanibal, seryjny morderca[10].
- Laurence Fishburne jako agent specjalny Jack Crawford, szef jednostki FBI[11].
- Caroline Dhavernas jako doktor Alana Bloom, profesor psychologii, konsultantka FBI, była studentka doktora Lectera[12].
- Lara Jean Chorostecki jako Fredricka „Freddie” Lounds, blogerka i dziennikarka[13].
- Kacey Rohl jako Abigail Hobbs, córka seryjnego mordercy Garrett Jacoba Hobbsa.

### Role drugoplanowe
- Scott Thompson jako Jimmy Price, specjalista od odcisków palców, zatrudniony w Wydziale Behawioralnym FBI;
- Aaron Abrams jako Brian Zeller, zatrudniony w Wydziale Behawioralnym FBI, specjalizujący się w określaniu przyczyn śmierci;
- Hettienne Park jako Beverly Katz, zatrudniona w Wydziale Behawioralnym FBI, specjalistka od włókien i włosów[14].
- Gina Torres jako Bella Crawford, żona Jacka Crawforda[15].
- Raúl Esparza jako doktor Frederick Chilton, dyrektor szpitala stanowego dla psychicznie chorych przestępców w Baltimore[16].
- Gillian Anderson jako doktor Bedelia Du Maurier, psychoterapeutka doktora Lectera. Pojawiła się w pięciu odcinkach serialu[17].
- Anna Chlumsky jako Miriam Lass, stażystka Jacka Crawforda, pracująca z nim przy sprawie Rozpruwacza z Chesapeake[18].
- Vladimir Jon Cubrt jako Garrett Jacob Hobbs, seryjny morderca.
- Cynthia Nixon jako Kade Prurnell, z Biura Inspektora Generalnego FBI; prowadzi śledztwo w sprawie wydarzeń związanych z Crawfordem[19]
- Eddie Izzard jako doktor Abel Gideon, psychopatyczny morderca, osadzony w szpitalu stanowym dla psychicznie chorych przestępców w Baltimore. Doktor Chilton zasugerował Gideonowi, że może on być Rozpruwaczem z Chesapeake[20]. Wystąpił w dwóch odcinkach pierwszego sezonu, pojawia się także w drugim sezonie[21].
- Katharine Isabelle jako Margot Verger – pacjentka doktora Lectera, maltretowana przez swojego brata-bliźniaka[22].
- Michael Pitt (w 3 sezonie Joe Anderson[23]) jako Mason Verger, zamożny i niestabilny pacjent doktora Lectera. Brat-bliźniak Margot Verger[24].
- Tao Okamoto jako Chiyoh[25]
- Richard Armitage jako Francis Dolarhyde, seryjny morderca[26]
- Nina Arianda jako Molly[27]
- Rutina Wesley jako Reba McClane[28]
- Glenn Fleshler jako osobisty pielęgniarz Masona Vergera[29]

### Gościnnie
- Ellen Muth jako Georgia Madchen, morderczyni cierpiąca na zespół Cotarda. Pojawiła się w dwóch odcinkach pierwszego sezonu[30].
- Ellen Greene jako pani Komeda, bostońska powieściopisarka, przyjaciółka doktora Lectera. Wystąpiła w siódmym odcinku pierwszego sezonu[31].
- Lance Henriksen jako Lawrence Wells, seryjny morderca. Wystąpił w dziewiątym odcinku pierwszego sezonu[32].
- Chelan Simmons jako Gretchen Speck, zaatakowana przez seryjnego mordercę w drugim odcinku pierwszego sezonu[33].
- Molly Shannon jako osoba porywająca dzieci, którym robi pranie mózgu. Miała pojawić się w odcinku, z którego emisji zrezygnowało NBC[34].
- Amanda Plummer jako Katherine Pummes, akupunkturzystka[35].
- Jeremy Davies jako Peter Bernardone, pracownik schroniska dla zwierząt, podejrzany o morderstwa w stajni[36].
- Chris Diamantopoulos jako Clark Ingram, długoletni pracownik społeczny Bernardone'a[36]
- Zachary Quinto jako pacjent dr Bedeli Du Maurier[37].

## Odcinki
| Sezon | Sezon | Odcinki | Oryginalna emisja | Oryginalna emisja | Oryginalna emisja | Oryginalna emisja |
| Sezon | Sezon | Odcinki | Premiera sezonu   | Finał sezonu      | Premiera sezonu   | Finał sezonu      |
| ----- | ----- | ------- | ----------------- | ----------------- | ----------------- | ----------------- |
|       | 1     | 13      | 4 kwietnia 2013   | 20 czerwca 2013   | 10 kwietnia 2013  | 3 lipca 2013      |
|       | 2     | 13      | 28 lutego 2014    | 23 maja 2014      | 2 kwietnia 2014   | 25 czerwca 2014   |
|       | 3     | 13      | 4 czerwca 2015    | 29 sierpnia 2015  | 5 czerwca 2015    | 18 września 2015  |